# Adam Miller (friidrottare)
Adam Miller, född 22 juni 1984, är en friidrottare från Australien. Han deltog vid olympiska sommarspelen 2004.